# 斐济君主
斐济的君主制起源于19世纪，当时姆巴乌岛酋长塞鲁·埃佩尼萨·萨空鲍在1871年统一斐济群岛，宣布自己为斐济国王或“图伊维提”。3年后，他自愿将这些岛屿的主权割让给英国，使斐济成为大英帝国的皇家殖民地。
1970年10月10日，经过近1个世纪的英国殖民统治，斐济成为英联邦王国，即一个在英联邦内独立的国家，以伊丽莎白二世为斐济女王和国家元首，正式国名为“斐济自治领”。1987年，西蒂韦尼·兰布卡中校发动两次军事政变，此后，斐济成为共和国。
斐济大酋长委员会继续承认伊丽莎白二世为“图伊维提”，即传统上的斐济国王，尽管斐济已是英联邦内的共和国。这个称号既不具有宪法地位，也不具备其他法律效力。该委员会于2012年被解散，后于2023年重建。伊丽莎白二世本人并未使用该称号，斐济政府也未予承认。

## 历任斐济君主
- 塞鲁·埃佩尼萨·萨空鲍（1871年6月5日—1874年10月10日在位）
- 伊丽莎白二世（1970年10月10日—1987年10月6日在位）